# Suddivisioni di Sassari

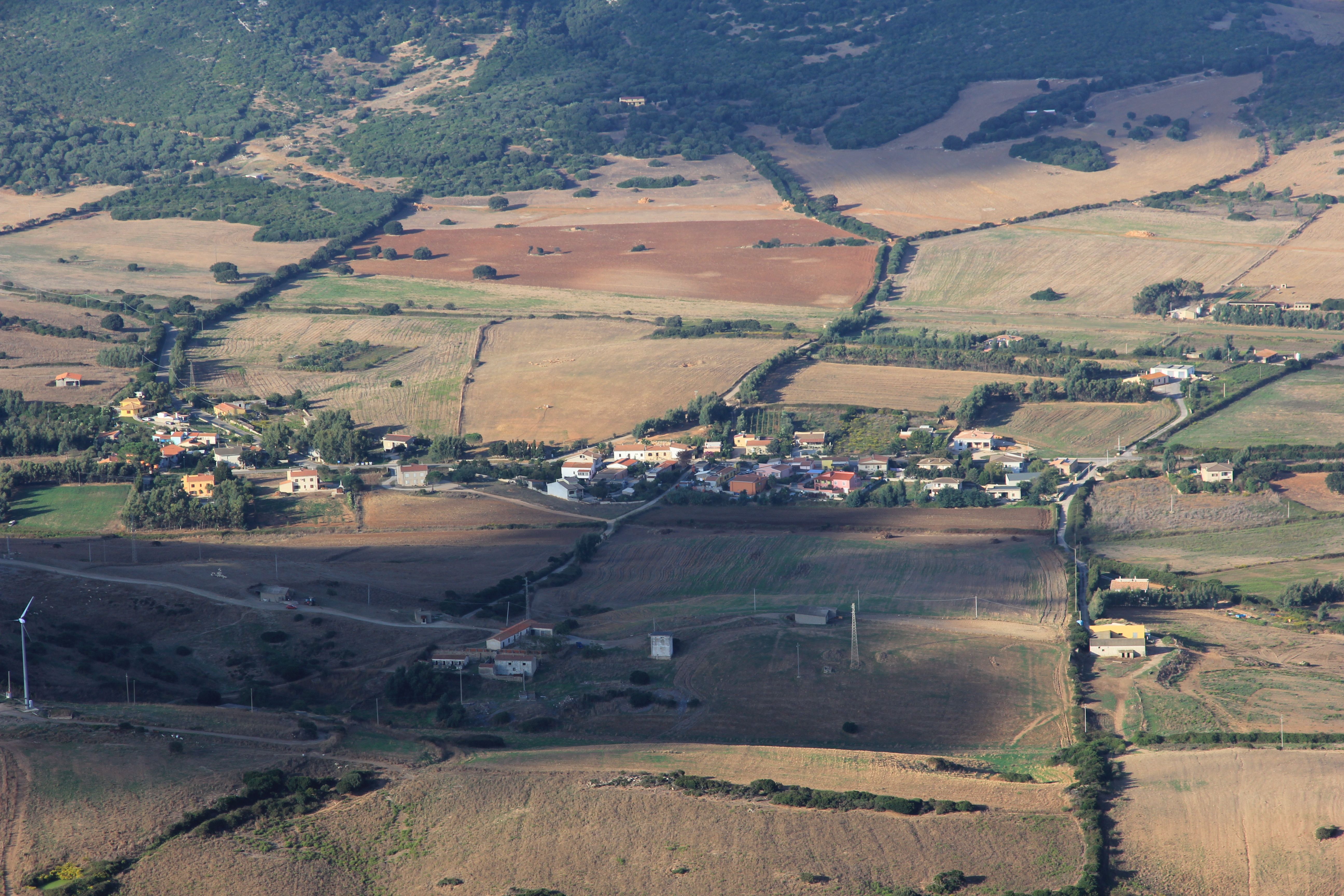
La frazione di Monte Forte, nella Nurra

Con un'estensione territoriale di 546 km² Sassari è il più vasto comune sardo ed il quinto comune italiano. Ne facevano parte fino al 1988 i 58 km² attualmente amministrati dal Comune di Stintino e fino al 1842 i 102 km² ora costituenti il territorio di Porto Torres.
Nonostante la città sia storicamente situata all'estremo sud-orientale del proprio territorio, questo si estende fino al golfo dell'Asinara a nord ed al mar di Sardegna a ovest, comprendendo la quasi totalità della pianura della Nurra, dove le frazioni più distanti si trovano fino a 40 km dal centro cittadino. All'interno di un territorio così vasto si trovano pertanto molte tipologie urbanistiche differenti, che dalla  città compatta  lasciano il passo ai  quartieri satellite ed alle zone industriali, alle borgate contadine, alla  campagna urbanizzata, fino a cittadine di fondazione,  villaggi minerari e  parchi naturali.

## Circoscrizioni
Il comune di Sassari fino al 2010 è stato suddiviso amministrativamente in 6 circoscrizioni:
| Circoscrizione    | Principali quartieri e frazioni                                                 | Famiglie | Media componenti | Abitanti (1999) |
| ----------------- | ------------------------------------------------------------------------------- | -------- | ---------------- | --------------- |
| 1ª circoscrizione | Centro storico, Bancali, Caniga, La Landrigga                                   | 8911     | 2,36             | 21070           |
| 2ª circoscrizione | Latte Dolce, Li Punti, San Giovanni, Ottava, Sant'Orsola                        | 10342    | 2,98             | 30822           |
| 3ª circoscrizione | Monte Rosello, Cappuccini, Luna e Sole, Lu Fangazzu                             | 17396    | 2,66             | 46247           |
| 4ª circoscrizione | Carbonazzi, San Giuseppe, Porcellana, Rizzeddu                                  | 10807    | 2,59             | 27966           |
| 5ª circoscrizione | Tottubella, La Corte, Campanedda                                                | 621      | 2,92             | 1816            |
| 6ª circoscrizione | Argentiera, Biancareddu, La Pedraia, Baratz, Canaglia, Palmadula, Villa Assunta | 452      | 2,84             | 1284            |
| Media             |                                                                                 | 8088     | 2,66             | 21534           |
| Totale Comune     |                                                                                 | 48529    | 2,66             | 129205          |

Seguendo le indicazioni del progetto di legge sul codice delle autonomie, presentato nel 2009 dal ministro per la semplificazione normativa Roberto Calderoli le circoscrizioni, che dovevano essere inizialmente abolite, sono state ridotte di numero, passando da 6 a 4 seguendo il nuovo assetto approvato da Giunta e Consiglio comunale nel dicembre 2009.
| Circoscrizione    | Principali quartieri e frazioni                                                                                     | Abitanti (2009) |
| ----------------- | --- | --------------- |
| 1ª circoscrizione | Centro storico, Sassari centro, Carbonazzi, Porcellana, Rizzeddu, Monserrato, San Giuseppe, Cappuccini, Luna e Sole | 62981           |
| 2ª circoscrizione | Latte Dolce, Monte Rosello, Santa Maria di Pisa                                                                     | 37814           |
| 3ª circoscrizione | Bancali, Caniga, La Landrigga, Li Punti, Ottava, Pian di Sorres, San Giovanni, Sant'Orsola                          | 24969           |
| 4ª circoscrizione | Argentiera, Baratz, Villassunta, Biancareddu, Campanedda, Canaglia, La Corte, La Pedraia, Palmadula, Tottubella     | 3258            |
| Media             | | 32256           |
| Totale Comune     | | 129022          |

Dalle elezioni amministrative del 25 maggio 2014 è rimasta una sola circoscrizione (4° Circoscrizione), la Circoscrizione unica, che rappresenta il territorio della Nurra di Sassari.
Con legge regionale 11 gennaio 2019 n. 3, al posto della Circoscrizione unica viene istituita la Municipalità della Nurra. Alla Municipalità viene assegnato un presidente per rappresentarla.

## Località
| Località         | Tip. Statistica | Distanza dal centro (km) | Altitudine (m s.l.m.) | Abitanti (ISTAT 2001) | Percentuale |
| ---------------- | --------------- | ------------------------ | --------------------- | --------------------- | ----------- |
| Bancali          | CENTRO          | 09,70                    | 92                    | 1426                  | 0,18%       |
| Biancareddu      | CENTRO          | 41,00                    | 93                    | 94                    | 0,08%       |
| Campanedda       | CENTRO          | 20,00                    | 69                    | 128                   | 0,11%       |
| La Corte         | CENTRO          | 26,00                    | 89                    | 151                   | 0,13%       |
| La Landrigga     | CENTRO          | 07,52                    | 140                   | 332                   | 0,27%       |
| Li Punti         | CENTRO          | 04,26                    | 121                   | 5960                  | 4,94%       |
| Ottava           | CENTRO          | 10,38                    | 121                   | 1778                  | 1,47%       |
| Palmadula        | CENTRO          | 34,70                    | 144                   | 324                   | 0,27%       |
| Pian di Sorres   | CENTRO          | 16,37                    | 50                    | 77                    | 0,06%       |
| Platamona        | CENTRO          | 13,82                    | 11                    | 21                    | 0,02%       |
| San Giovanni     | CENTRO          | 6,39                     | 105                   | 2538                  | 2,10%       |
| Tottubella       | CENTRO          | 21,89                    | 53                    | 413                   | 0,34%       |
| Villa Gorizia    | CENTRO          | 06,96                    | 102                   | 137                   | 0,11%       |
| Zuari            | CENTRO          | 03,59                    | 115                   | 145                   | 0,12%       |
| Argentiera       | NUCLEO          | 40,00                    | 42                    | 70                    | 0,06%       |
| Bancali II       | NUCLEO          | 11,82                    | 85                    | 166                   | 0,14%       |
| Baratz           | NUCLEO          | 30,00                    | 53                    | 20                    | 0,02%       |
| Bonassai         | NUCLEO          | 21,47                    | 53                    | 21                    | 0,02%       |
| Caffè Roma       | NUCLEO          | 07,71                    | 53                    | 102                   | 0,08%       |
| Canaglia         | NUCLEO          | 38,00                    | 125                   | 14                    | 0,01%       |
| La Crucca        | NUCLEO          | 14,94                    | 62                    | 0                     | 0,00%       |
| Filigheddu       | NUCLEO          | 06,11                    | 400                   | 163                   | 0,14%       |
| La Lacuna        | NUCLEO          | --                       | 117                   | 18                    | 0,01%       |
| La Muntagna      | NUCLEO          | --                       | 175                   | 18                    | 0,01%       |
| La Pedraia       | NUCLEO          | 38,00                    | 187                   | 89                    | 0,07%       |
| Mandra di l'Ainu | NUCLEO          | 05,19                    | 150                   | 187                   | 0,15%       |
| Monte Casteddu   | NUCLEO          | 22,89                    | 80                    | 42                    | 0,03%       |
| Monte Forte      | NUCLEO          | --                       | 108                   | 148                   | 0,12%       |
| Saccheddu        | NUCLEO          | 15,31                    | 60                    | 53                    | 0,04%       |
| San Quirico      | NUCLEO          | 06,40                    | 90                    | 110                   | 0,09%       |
| Santa Giusta     | NUCLEO          | --                       | 78                    | 10                    | 0,01%       |
| Truncu Reale     | NUCLEO          | 10,43                    | 82                    | 106                   | 0,09%       |
| Baratz           |                 | --                       | 30                    | 0                     | 0,00%       |
| Stagno di Pilo   |                 | --                       | 0                     | 0                     | 0,00%       |
| Case sparse      |                 | --                       | --                    | 11375                 | 9,42%       |
| Totale Comune    |                 |                          | 225                   | 120729                | 100%        |

## Ambiti territoriali
| Ambito                   | Quartieri                                                           | Abitanti (2005) | Percentuale |
| ------------------------ | ------------------------------------------------------------------- | --------------- | ----------- |
| Centro storico           | San Donato, San Nicola, San Sisto, Santa Caterina, Sant'Apollinare  | 7665            | 05,94%      |
| Sassari centro           | Piazza d'Italia, Porcellana, Via Amendola, Viale Italia             | 6811            | 05,28%      |
| Viale Dante              | Viale Dante, Via Napoli                                             | 8466            | 06,56%      |
| Cappuccini-Luna e Sole   | Luna e Sole, Cappuccini, Prunizzedda, Canopoleno                    | 19008           | 14,74%      |
| Acquedotto               | Acquedotto, Carbonazzi, Brigata Sassari                             | 8109            | 06,29%      |
| Rizzeddu                 | Rizzeddu, Ippodromo, Via Budapest, Via Rockfeller                   | 7092            | 05,50%      |
| San Pietro-Monserrato    |                                                                     | 626             | 0,49%       |
| Piandanna-Santa Maria    |                                                                     | 1119            | 0,87%       |
| Monte Rosello            | Sacro Cuore, Monte Rosello Alto, Monte Rosello Basso, Monte Attentu | 15671           | 12,15%      |
| Sant'Orsola-Latte Dolce  | Santa Maria di Pisa, Parco di Sant'Orsola, Sant'Orsola, Latte Dolce | 13700           | 10,62%      |
| Baddemanna               |                                                                     | 5462            | 04,24%      |
| Città compatta           |                                                                     | 93729           | 72,68%      |
| Sassari est              |                                                                     | 2078            | 01,61%      |
| Sassari sud              |                                                                     | 1451            | 01,13%      |
| Predda Niedda            |                                                                     | 469             | 0,36%       |
| Caniga Prato             |                                                                     | 1848            | 01,43%      |
| La Landrigga             |                                                                     | 439             | 0,34%       |
| Bancali                  |                                                                     | 2832            | 02,20%      |
| Li Punti                 |                                                                     | 6788            | 5,26%       |
| San Giovanni-San Giorgio |                                                                     | 849             | 0,66%       |
| Ottava                   |                                                                     | 2583            | 02,00%      |
| Buddi Buddi              |                                                                     | 1549            | 01,20%      |
| Taniga                   |                                                                     | 2755            | 02,14%      |
| Città diffusa            |                                                                     | 23641           | 18,33%      |
| Totale città             |                                                                     | 117370          | 91,01%      |
| Agro                     |                                                                     | 11593           | 08,99%      |
| Totale Comune            |                                                                     | 128963          | 100,00%     |

## Quartieri storici
- Cappuccini
- Carbonazzi
- Centro storico
  - San Donato
  - San Nicola
  - San Sisto
  - Santa Caterina
  - Sant'Apollinare
- Eba Giara
- Baddimanna
- Baldedda
- Monte Furru
- Piandanna
- Le Conce
- San Pietro
- Monte Bianchinu
- Sacro Cuore
- San Paolo
- Prunizzedda
- Monserrato
- Montelepre
- Latte Dolce
- Li Punti
- Lu Fangazzu
- Luna e Sole
- Monte Rosello
- Porcellana
- Predda Niedda
- Rizzeddu
- San Giuseppe
- Santa Maria di Pisa
- Sant'Orsola

## Borgate dell'agro
- Argentiera
- Bancali
- Baratz
- Biancareddu
- Campanedda
- Canaglia
- Caniga
- La Corte
- La Landrigga
- La Pedraia
- Ottava
- Palmadula
- San Giovanni
- Tottubella
- Villa Assunta

## Valli
- Valle di Rosello
- Eba Giara (anche Eba Ciara in sassarese, ovvero "acqua chiara")
- Fosso della Noce
- Gioscari
- Valle di Rizzeddu
- Baddimanna (o Baddi Manna in sassarese, Badde Manna in sardo, ovvero "valle grande")
- Baddimannedda (o Baddi Mannedda, ovvero "valle del covone"[senza fonte])